# نعاس مفرط في النهار
النعاس المفرط في النهار يتميز بنعاس مستمر ونقص عام في الطاقة، حتى أثناء النهار بعد نوم كافٍ أو حتى النوم لفترة طويلة أثناء الليل. يمكن اعتبار النعاس المفرط في النهار حالة واسعة تشمل العديد من اضطرابات النوم التي يكون زيادة النوم أحد أعراضها، أو يمكن اعتباره عرض لمرض آخر مثل النوم القهري، أو انقطاع النفس النومي، أو اضطراب إيقاع الساعة البيولوجية
بعض الأشخاص أصحاب النعاس المفرط في النهار، بما في ذلك أولئك الذين يعانون من فرط النوم مثل النوم القهري وفرط النوم مجهول السبب، يضطرون قهرًا لأخد قيلولة بشكل متكرر أثناء النهار، ويقاومون رغبة ملحة بقوة في النوم في أوقات غير مناسبة مثل أثناء القيادة، أو في العمل، أو خلال الوجبات، أو أثناء المحادثات. كلما زاد الإكراه على النوم، قلت القدرة على إنهاء المهام بشكل حاد، مشبهةً في الغالب حالات التسمم. في مناسبات وظروف فريدة و/أو محفزة، يستطيع الشخص المصاب بالمرض أن يبقى حيويًا، ومستيقظًا، ومنتبهًا، لوقت قصير أو مدة أطول. يمكن للنعاس المفرط في النهار أن يؤثر على القدرة الوظيفية للشخص في النطاق العائلي، أو الاجتماعي، أو الوظيفي أو النطاقات الأخرى. تشخيص مناسب للسبب وعلاج الأعراض و/أو السبب يمكن أن يساعد على تلطيف تلك المضاعفات.

## التشخيص
الشخص البالغ الذي يضطر لأخذ قيلولة بشكل متكرر خلال النهار قد يعاني من النعاس المفرط في النهار، مع ذلك، من المهم التفريق بين النعاس المتقطع في النهار والنعاس المفرط، والذي يكون مزمنًا.
تم تطوير عدد من الأدوات للتحري عن النعاس المفرط في النهار. أحدها هو مقياس إبورث للنعاس والذي يقيم نتائج استبيان. يولد المقياس نتائج رقمية من 0 إلى 24 حيث قد يشير الرقم 10 أو أعلى أن الشخص بحاجة لاستشارة أخصائي في طب النوم للمزيد من التقييم.
أداة أخرى هي اختبار تأخر النوم المتعدد، والذي تم استخدامه منذ سبعينات القرن العشرين. يستخدم الاختبار لقياس الوقت الذي يستغرقه الشخص منذ بداية القيلولة في النهار حتى ظهور أول علامة من علامات النوم، فيما يعرف بالكمون في النوم. يعتمد الاختبار على فكرة أن الأشخاص الأكثر نعاسًا ينامون أسرع.
يستخدم اختبار المحافظة على اليقظة أيضًا في التقييم الكمي للنعاس في النهار. يتم إجراء الاختبار في مركز نوم تشخيصي. ويشبه اختبار تأخر النوم المتعدد. إلا أنه خلال ذلك الاختبار، يتم توجيه المريض لمحاولة البقاء مستيقظًا.

## الأسباب
قد يكون النعاس المفرط في النهار عرض لعدد من العوامل والأمراض. المتخصصون في طب النوم مدربون على تشخيصها. بعض تلك الأمراض:
- عدم كفاية النوم ليلا كمًا أو كيفًا
- عدم توافق جهاز تنظيم الساعة البيولوجية مع البيئة (مثل، اضطراب الرحلات الجوية الطويلة، أو عمل النوبات، أو غيرها من اضطرابات إيقاع الساعة البيولوجية).
- اضطراب نوم آخر مثل، النوم القهري، أو انقطاع النفس النومي،[3] أو فرط النوم مجهول السبب، أو متلازمة تململ الساقين.
- اضطرابات مثل الاضطراب الاكتئابي أو الاكتئاب غير النمطي
- أورام، أو رضحات الرأس، أو فقر الدم، أو القصور الكلوي، أو قصور الدرقية، أو إصابة الجهاز العصبي المركزي.
- تعاطي المخدرات
- القابلية الوراثية
- نقص الفيتامين، مثل نقص البيوتين (فيتامين بي7)
- فئات معينة من الوصفات الطبية والأدوية الشائعة (دون وصفة طبية)

## العلاج
يعتمد علاج النعاس المفرط في النهار على اكتشاف وعلاج السبب والذي قد يشفي المريض من النعاس المفرط. أدوية مثل مودافينيل، وأرمودافينيل، ومحلول أوكسيبات الصوديوم الفمي، تم التصديق عليهم كعلاج لأعراض النعاس المفرط في النهار في الولايات المتحدة. فيما يقل استخدام الأدوية الأخري مثل ميثيل فينيدات (ريتالين)، وديكستروأمفيتامين (ديكسيدرين)، وأمفيتامين (أديرال)، وليسديكسامفيتامين، وميثامفيتامين (ديزوكسين)، وبيمولين، حيث أن تلك الأدوية المنبهة لها العديد من الآثار العكسية وقد تؤدي إلى الإدمان عند استخدامها بشكل غير قانوني.